# Окупація Домініканської Республіки
Не слід плутати з Вторгнення США в Домініканську Республіку (1965).

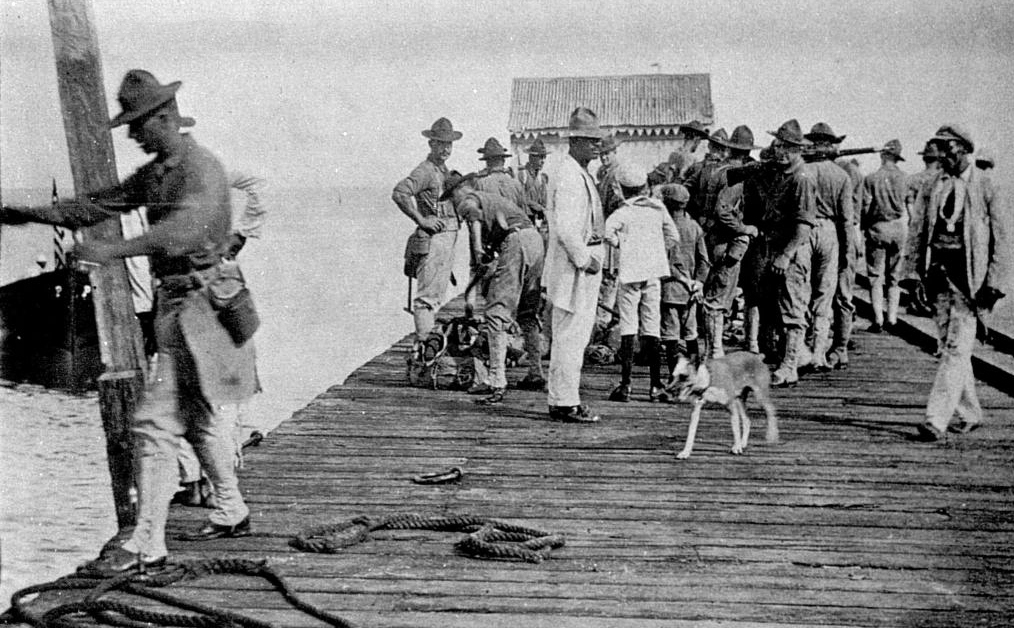
Морська піхота США під час окупації Домініканської Республіки

Окупа́ція Домініка́нської Респу́бліки (англ. United States occupation of the Dominican Republic) — збройний конфлікт, що відбувався за часів окупації збройними силами США території Домініканської Республіки протягом 1916-1924, в період ведення Америкою політики великого кийка.

## Історія
Американці під приводом захисту від Німеччини і відновлення порядку вторглися в Домініканську Республіку 5 травня 1916 року.